# フランク・スタージス

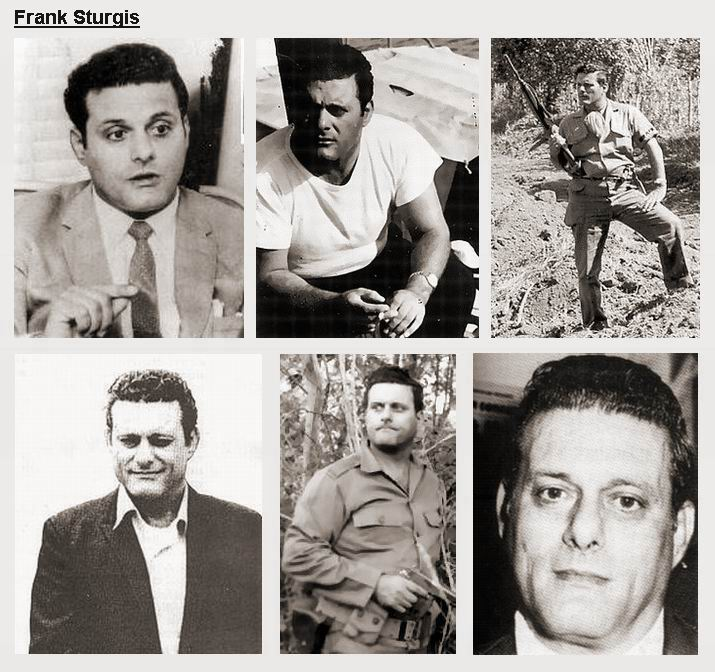
フランク・スタージス

フランク・アンソニー・スタージス（Frank Anthony Sturgis、フランク・フィオニ、Frank Angelo Fioniとして知られる、1924年12月9日 - 1993年12月4日）は、元アメリカ軍兵士でウォーターゲート事件での侵入犯のうちの1人。

## プロフィール
バージニア州ノーフォーク生まれ。第二次世界大戦中の1942年に海兵隊予備役に入隊、1945年の終戦後に名誉除隊。1948年に海軍予備役。1950年に陸軍に入隊し西ドイツ駐在。1952年9月23日に「フランク・スタージス」と改名。
1958年に、フルヘンシオ・バティスタ政権下のキューバ軍の諜報部勤務。1959年のキューバ革命後に反カストロのビラをまく。1961年の「ピッグス湾事件」でCIAエージェント、サム・ジェニスと接触。CIAのメモによれば、キューバにおけるビラの配布にスタージスの関与があったとされる。1972年に、「スタージスがマイアミで、（親カストロ派で、ジョン・F・ケネディ大統領の暗殺犯とされる）リー・ハーヴェイ・オズワルドと殴り合った」というFBIの報告書が提出された。
同年に、バーナード・バーカーによって、その後ウォーターゲート事件で有罪判決を受けたリチャード・ニクソン大統領再選委員会職員のエドワード・ハワード・ハントに紹介される。ウォーターゲート事件への関与はその項を参照。
1977年5月7日に、「サンフランシスコ・クロニクル」紙とのインタビューで「ウォーターゲートビルへの侵入目的は、ハワード・ヒューズが民主党全国委員会の資金調達に関係していたかを探る調査のためだった」と主張した。